# Sinews of Steel
Sinews of Steel è un film muto del 1927 diretto da Frank O'Connor. Sceneggiato da Henry McCarty su un soggetto di Herbert C. Clark, il film aveva come interpreti Alberta Vaughn, Gaston Glass, Anders Randolf.

## Trama
Robert Mcneil, Sr. è il capo spietato della Consolidated Steel; suo figlio Robert Jr., invece, è un giovane pieno di vita, leader di un'orchestra jazz. Le loro diverse concezioni della vita portano allo scontro tra i due: durante un'intervista, il padre dichiara, in opposizione alle idee del figlio, che "tutto è giusto in amore, guerra e nel business dell'acciaio".

Mentre si sta recando a una festa data da Elsie Graham, figlia di uno dei soci in affari del padre, Robert aiuta Helen Blake, proprietaria di un'azienda rivale, nel reprimere uno sciopero incipiente e si innamora di lei. Helen, ignara dell'identità di Robert, gli offre un lavoro come sovrintendente della sua fabbrica, suscitando il dispetto di Price che ha delle mire su di lei.

Il vecchio Mcneil cerca di sopraffare la sua rivale, ma suo figlio, per dimostrare la propria lealtà, riesce a soffiargli un affare comprando l'acciaio di Van Der Vetter. Mcneil padre lo denuncia ma poi cede, rendendosi conto che la giovane coppia, unendosi, ha creato l'occasione di un nuovo gruppo che ingloba le due aziende.

## Produzione
Il film fu prodotto dalla Gotham Productions.

## Distribuzione
Il copyright del film, richiesto dalla Lumas, fu registrato il 6 maggio 1927 con il numero LP23934.
Distribuito dalla Lumas Film Corporation, il film uscì nelle sale statunitensi il 4 aprile 1927. La Gaumont British Distributors distribuì il film nel Regno Unito il 12 dicembre 1927 dopo averlo presentato a Londra il 24 maggio 1927. In Portogallo, il film prese il titolo Nervos de Aço.

### Conservazione
Copia incompleta della pellicola (nitrato positivo 35mm) si trova conservata negli archivi dell'UCLA Film And Television Archive di Los Angeles.